# Antraciclina

Daunorubicina, l'antraciclina prototípica.

L'antraciclina  o antibiòtics antraciclínics són un gran grup de composts quinoides amb efectes antibiòtics i antineoplàstics i són usades per combatre algunes formes de càncer. una classe de fàrmacs usats en quimioteràpia contra el càncer provinents de Streptomyces peucetius var. caesius.

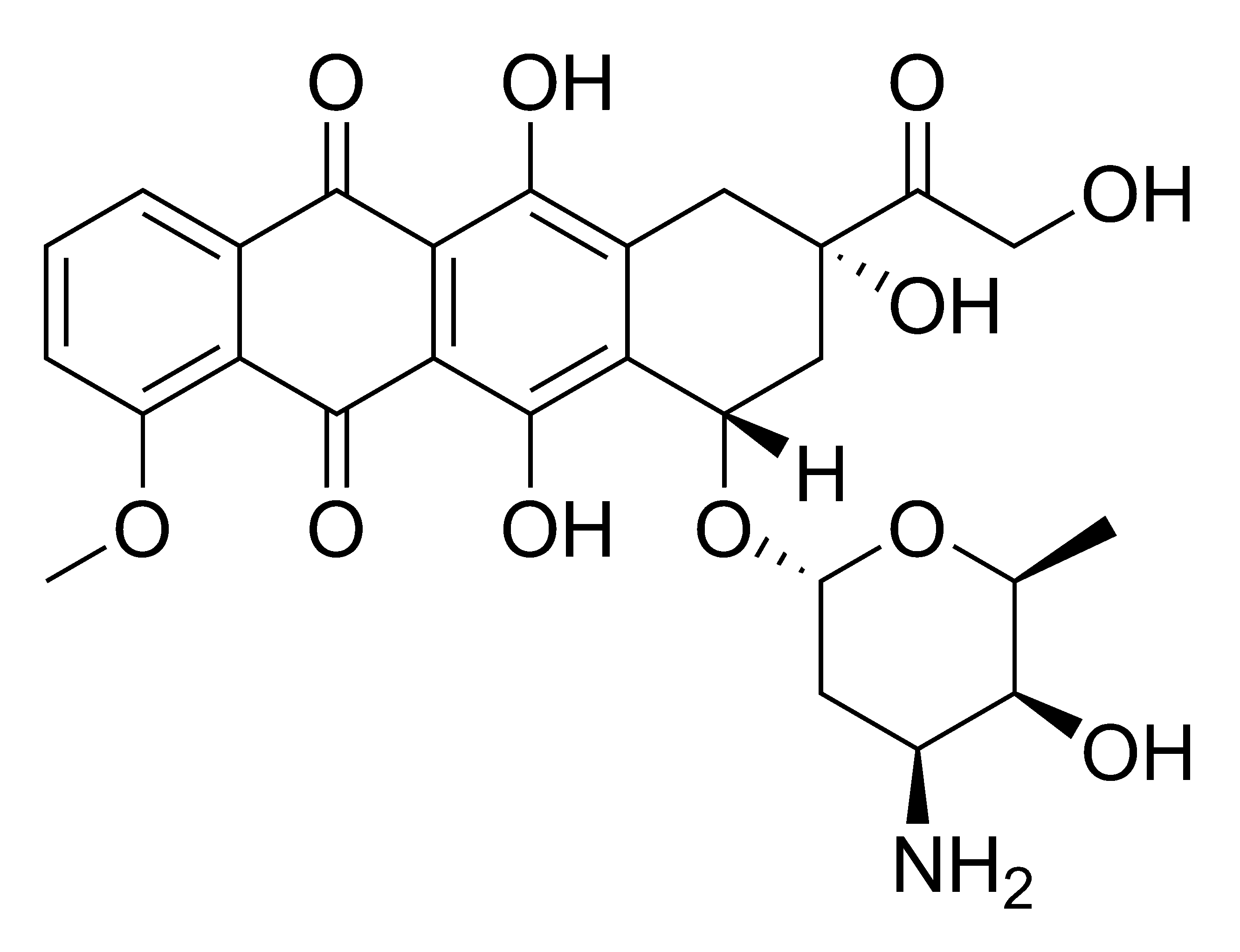
Doxorubicina
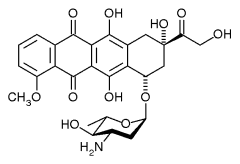
Epirubicina
Idarubicina

Aquests compostos s'usen per tractar un ampli rang de càncers incloent leucèmia, limfoma, càncer de mama, càncer d'úter, ovàric, i càncer de pulmó.
Les antraciclines són uns dels més efectius tractaments contra el càncer mai desenvolupats i són efectius contra més tipus de càncer que qualsevol altre tipus d'agents de quimioteràpia.
Els principals efectes adversos són els vòmits i dany cardíac (cardiotoxicitat), cosa que limita considerablement el seu ús. Encara que són molt eficients per la teràpia contra el càncer, el mecanisme d'acció d'aquests compostos no és específic; actuen a les cèl·lules canceroses i a les no canceroses mitjançant nombrosos mecanismes com ara l'apoptosi, l'abrogació del cicle cel·lular, activació de les caspases, estimulació de la producció d'espècies reactives d'oxigen i inhibició de les topoisomerases I i II. S'ha observat que algunes quinones són efectives en el tractament d'algunes formes de càncer, així i tot la seva toxicitat acumulativa en el cor limita el seu ús.
La primera antraciclina descoberta fou la daunorubicina (nom comercial Daunomycin™), produït de manera natural per Streptomyces peucetius, una espècie d'actinobacteri. Doxorubicina (Adriamycin™) fou desenvolupada poc temps després, i diversos compostos de naturalesa semblant, tot i que només uns pocs són usats com a fàrmacs.